# Спокан (округ, Вашингтон)
Шаблон:StateAbbr_ 47°37′ пн. ш. 117°24′ зх. д. / 47.62° пн. ш. 117.4° зх. д.
Округ Спокан (англ. Spokane County) — округ (графство) у штаті Вашингтон, США. Ідентифікатор округу 53063.

## Історія
Округ утворений 1858 року.

## Демографія
За даними перепису 2000 року загальне населення округу становило 417939 осіб, зокрема міського населення було 358719, а сільського — 59220. Серед мешканців округу чоловіків було 205138, а жінок — 212801. В окрузі було 163611 домогосподарств, 106017 родин, які мешкали в 175005 будинках. Середній розмір родини становив 3,02.
Віковий розподіл населення поданий у таблиці:
| Стать    | До 15 років | 15-21 | 22-29 | 30-39 | 40-49 | 50-65 | 65-85 | Понад 85 |
| -------- | ----------- | ----- | ----- | ----- | ----- | ----- | ----- | -------- |
| Чоловіки | 45146       | 23243 | 22515 | 30125 | 32670 | 30271 | 18981 | 2187     |
| Жінки    | 43242       | 22766 | 21605 | 29877 | 33170 | 31360 | 25536 | 5245     |

## Суміжні округи
- Понд-Орей — північ
- Боннер, Айдахо — північний схід
- Кутенай, Айдахо — схід
- Бенева, Айдахо — південний схід
- Вітмен — південь
- Лінкольн — захід
- Стівенс — північний захід